# Jimmy Cuthbertson
James Cuthbertson (sinh ngày 7 tháng 12 năm 1947) là một cựu cầu thủ bóng đá người Anh thi đấu ở vị trí tiền đạo tầm xa.

## Sự nghiệp
Sinh ra ở Silksworth, Cuthbertson thi đấu cho Dawdon Colliery Welfare, Bradford City và Thackley. Đối với Bradford City ông có 28 lần ra sân ở Football League, ghi 7 bàn thắng; ông cũng có 1 lần ra sân tại Cúp FA.